# 馬爾薩冰川

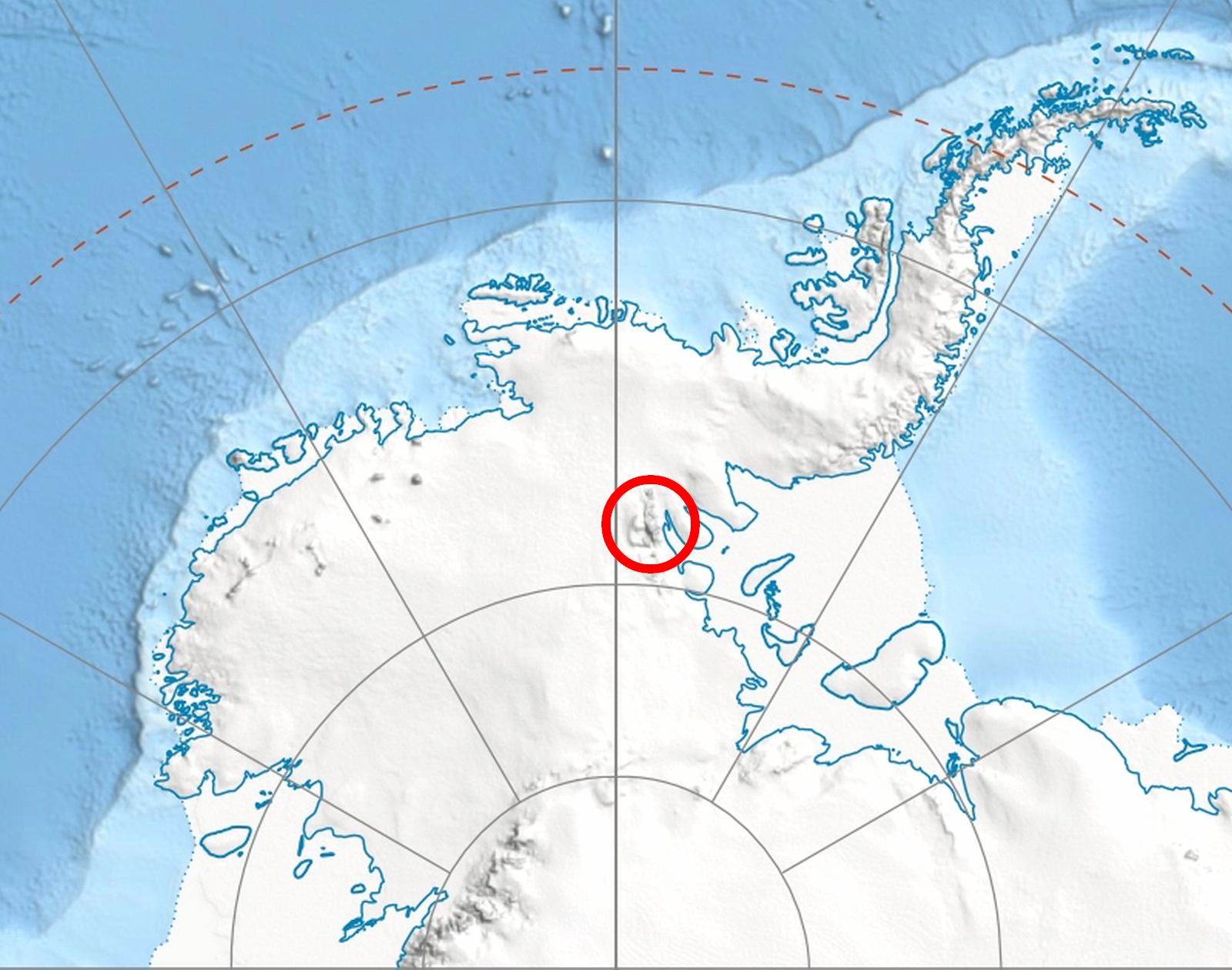

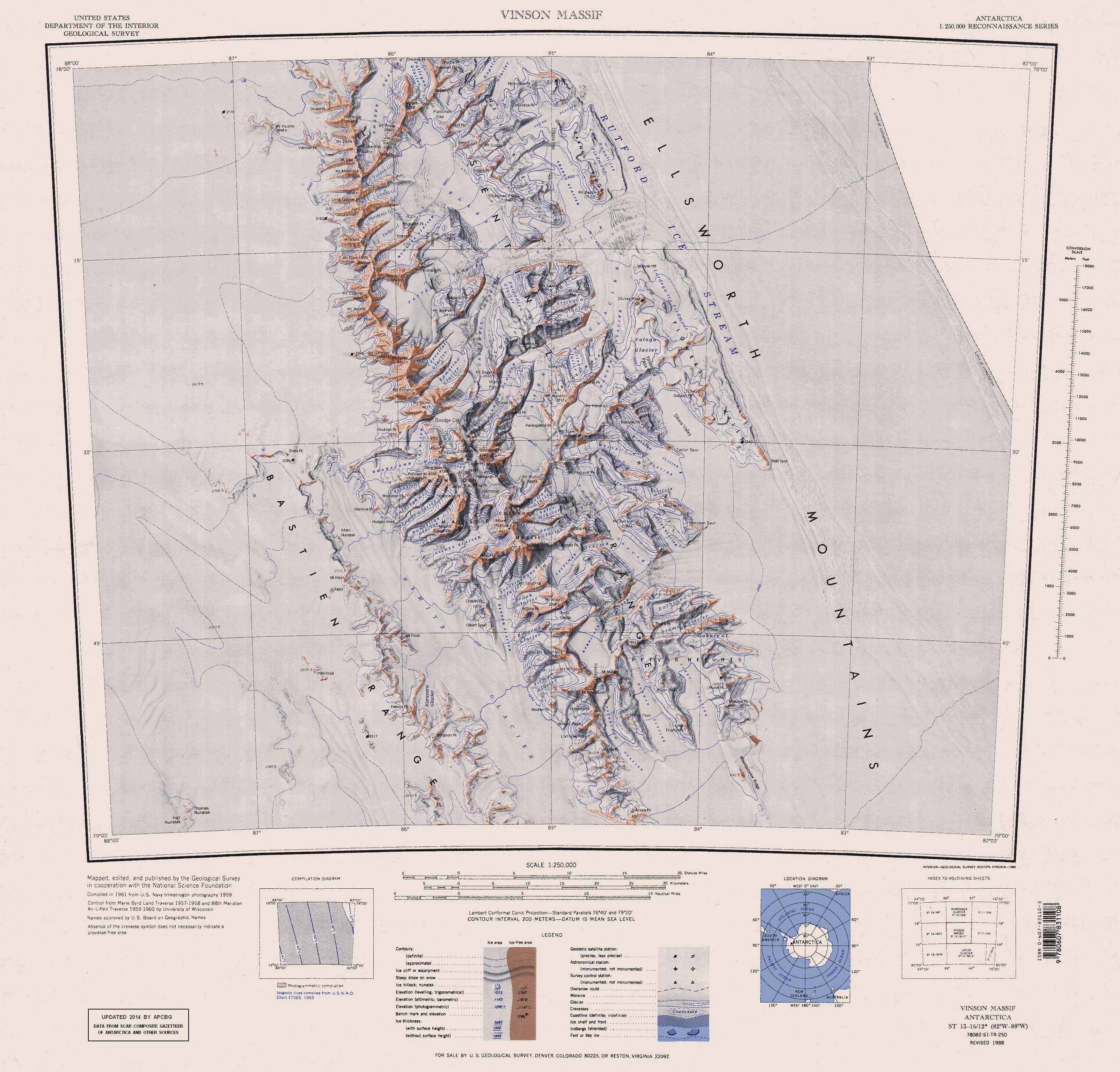

馬爾薩冰川（英語：Marsa Glacier），是南極洲的冰川，位於埃爾斯沃思地，處於埃爾斯沃思山脈的森蒂納爾嶺地區，流經戈萊馬尼峰北坡，最終在施米德山以西注入恩布里冰川，現時由南極條約體系管理。
78°01′50″S 85°41′40″W / 78.03056°S 85.69444°W